# Безобразов, Александр Михайлович (1783)
Алекса́ндр Миха́йлович Безобра́зов (23 декабря 1783 (3 января 1784) — 19 апреля (1 мая) 1871) — сенатор и губернатор (тамбовский, ярославский и петербургский), писатель; действительный тайный советник. Брат Г. М. Безобразова.

## Биография
Родился 23 декабря 1783 (3 января 1784) года в семье представителя калужской ветви обширного рода Безобразовых, обер-кригс-комиссара Михаила Осиповича Безобразова. 
Первоначальное воспитание он получил дома, под руководством профессоров Главного педагогического института. Затем проходил курс наук в пансионе при Московском университете.
Ещё в 1785 году он был зачислен в лейб-гвардии Семёновский полк сержантом, а 4 декабря 1798 года получил чин подпоручика и 28 ноября 1800 года вышел в отставку.
13 августа 1801 года Безобразов был определён в Коллегию иностранных дел переводчиком, а 10 июля 1804 года поступил в департамент Министерства внутренних дел.
Во время военных действий против французов в 1807 году он принял участие в ополчении, под начальством Татищева, занимался образованием батальона новгородских стрелков, начальствовал над ним, исправляя должность майора, и присоединился с ним к армии Бенигсена, но в сражениях участия не принимал. В награду за труды по ополчению Безобразов был в 1808 году награждён орденом Св. Владимира 4-й степени.
1 января 1809 года Безобразов был пожалован в камергеры 5-го класса Высочайшего двора.
В 1811 году возложена была на него должность директора генерал-интендантского управления при 2-й действующей армии.
27 февраля 1815 года был назначен тамбовским губернатором, 5 августа 1816 года произведён в действительные статские советники, а 19 июля 1819 года награждён орденом Св. Анны 1-й степени. В Тамбове Безобразов обратил внимание на крайне плачевное состояние тюрем в его губернии и в самом губернском городе, «вследствие чего, — как говорит официальный документ, — содержание арестантов сопряжено было с изнурением человечества». Между тем, ввиду страшного напряжения финансов, вызванного войнами, запрещено было входить с представлениями о производстве построек по гражданскому ведомству. Ввиду этого, Безобразов пожертвовал на переустройство тюрем значительную сумму из собственных средств и своим примером вызвал большой прилив пожертвований от местного дворянства и купечества. На образовавшиеся таким образом средства, без всякого участия казны, удалось построить новые тюремные замки в Лебедяни, Темникове, Спасске, Кирсанове, Борисоглебске и в самом Тамбове.
16 февраля 1820 года был переведён губернатором в Ярославль, 30 марта 1822 года награждён орденом Св. Владимира 2-й степени большого креста, а затем, во время посещения Ярославской губернии Александром I, 23 августа 1823 года был произведён в тайные советники.
18 февраля 1824 года, когда Демидовское училище высших наук было изъято из ведения Московского учебного округа, Безобразов был назначен его попечителем. Во время коронации императора Николая I был вызван в Москву и участвовал в торжестве, как ассистент при малой короне, и в самый день коронации, 23 августа 1826 года был пожалован бриллиантовыми знаками ордена Св. Анны 1-й степени.
23 ноября 1826 года он был назначен Санкт-Петербургским гражданским губернатором, а 2 сентября 1827 года ему было повелено присутствовать в 2 отделении 5-го департамента Правительствующего сената, с оставлением в должности губернатора, от которой он отказался 27 января 1829 года.
31 декабря 1834 года Безобразов был награждён орденом Белого Орла, в 1837 и 1838 годах был первоприсутствующим во 2-м отделении 5-го департамента сената, в 1839 году — в 4-м департаменте, а с 1840 по 1864 годы — в межевом департаменте.
31 декабря 1839 года он был награждён орденом Св. Александра Невского, 16 апреля 1841 года произведён в действительные тайные советники, с 1 декабря 1842 года был председателем центрального комитета для составления правил по полюбовному и понудительному специальному межеванию, который, под руководством его, составил правила по сему предмету; в 1849 году был членом в думе для рассмотрения представленных к знаку отличия беспорочной службы; 1 января 1853 года пожалованы ему бриллиантовые знаки ордена Св. Александра Невского, а 4 января 1855 года объявлена Монаршая благодарность за пожертвование на военные потребности всего получаемого им жалованья и столовых денег на все продолжение войны. 23 декабря 1864 года повелено ему присутствовать в общем собрании первых 3-х департаментов Сената и департамента герольдии, а 1 января 1865 года он был награждён орденом Св. Владимира 1-й степени.

## Общественная деятельность
Безобразов считался среди русских чиновников одним из самых образованных. Будучи тамбовским губернатором, он много содействовал открытию в Тамбове отделения Библейского общества и в 1816 году был избран президентом его, а после переезда в Ярославль единодушно был выбран вице-президентом здешнего отделения того же общества (20 ноября 1820 года).
Кроме того он принимал деятельное участие в трудах Императорского Человеколюбивого общества, в котором с 21 февраля 1818 года был членом комитета по учёной части.
Был членом Попечительского совета заведений общественного призрения в Санкт-Петербурге (1828—1829). В 1828 году он, в короткое время, упорядочил Обуховскую больницу и в том же году дважды удостоился высочайшей признательности за попечения об усилении доходов приказа общественного призрения.

## Литературная деятельность
Не чужд был Безобразов и литературе. Он напечатал:
- 1) Краткое обозрение знаменитого похода русских войск против французов 1812 г. (СПб. 1813);
- 2) Краткое обозрение подвигов российского дворянства на поле брани и на поприще гражданском (СПб. 1813);
- 3) Речь, говоренная при открытии тамбовского отделения Российского Библейского общества («Сын Отечества» 1817 г., XLII, 87—95).

14 декабря 1821 года Безобразов был избран в почётные члены Московского университета.

## Семья

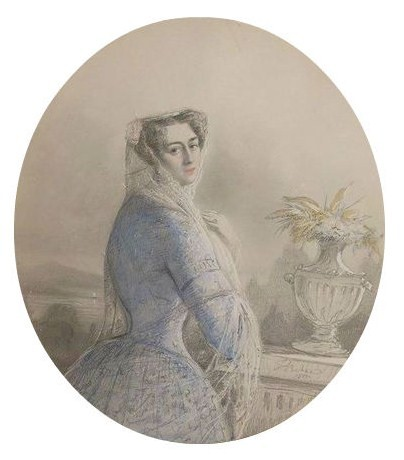
дочь Мария Александровна на портрете И. Безе (1855)

Был женат на Анне Фёдоровне Орловой (09.09.1793—11.10.1830), узаконенной дочери графа Ф. Г. Орлова и сестре князя А. Ф. Орлова. Умерла при родах, по этому поводу К. Я. Булгаков писал: «Граф Алексей Орлов возвратился из Вены не на радость. В день его приезда умерла сестра его, что была за Безобразовым, час после родов. Куча остается детей и муж в отчаянии». Похоронена в Александро-Невской лавре. Дети:
- Александр Александрович (14.08.1811[5]—1831), крестник Д. С. Ланского и его жены; убит на Кавказе.
- Анна Александровна (1814—02.03.1830[6]), умерла от простуды.
- Михаил Александрович (1815—1879), камергер, в браке с  графиней Ольгою Григорьевной Ностиц (1829—1894) имел сыновей Александра и Владимира.
- Николай Александрович (1816—1867), публицист, камергер, петербургский предводитель дворянства[7]; женат на Анне Ивановне Сухозанет, внучке князя А. М. Белосельского.
- Мария Александровна (1819—30.08.1863), фрейлина, замужем с 30 апреля 1850 года[8] за надворным советником Н. П. Шелашниковым.
- Федор Александрович (1820—1866)
- Наталья Александровна (1822—1895), фрейлина, замужем с 20 сентября 1846 года[9] за Сергеем Салтыковым, сыном С. В. Салтыкова.
- Алексей Александрович (1825—1860), штабс-капитан.
- Вера Александровна (18.07.1825 — ?) — фрейлина, девица[10].
- Георгий Александрович (20.10.1827[11]—31.01.1828[12]).
- Варвара Александровна (10.04.1829—27.07.1872) — замужем за полковником князем Козловским[10].
- Григорий Александрович (11.10.1830[13]— ? ), крещен 25 октября 1830 года в Сергиевском соборе при восприемстве князя А. Ф. Орлова и графини А. А. Орловой-Чесменской; прапорщик.